# Aj I.
Aj I. byl panovník 13. dynastie ve starověkém Egyptě ve Druhé přechodné době. O jeho vládě trvající buď 13 let a 8 měsíců nebo 23 let a 8 měsíců není nic bližšího známo. Pyramidion s jeho jménem bylo nalezeno ve východní deltě v oblasti Fakúsu. Není jasné, zda bylo v tomto místě použit sekundárně; pokud ano a památka byla uzurpována, mohl být Aj I. pohřben v oblasti Mennoferu a pak by mohl být posledním panovníkem sídlícím v Ictaueji, pokud ne, znamenalo by to, že ovládal právě jen východní deltu a zde byl také pohřben. Jeho moc ovšem byla natolik velká, že je zmíněn v nápisu v karnackém chrámu. Vládl snad někdy kolem roku 1695 př. n. l.